# یلوه بی‌پرواز گینه نو
یلوه بی‌پرواز گینه نو (نام علمی: Megacrex inepta)، که همچنین به عنوان یلوهٔ بی‌پرواز پاپوآیی شناخته می‌شود، یک گونه از پرندگان خانوادهٔ یلوگان، در سردهٔ تک‌نماد Megacrex است. با این حال، گاهی، در سردهٔ Amaurornis یا Habroptila گنجانده شده‌است، اما این موضوع نادرست است.
این گونه در اندونزی و پاپوآ گینه نو یافت می‌شود. زیستگاه‌های طبیعی آن جنگل‌های دشت نمناک نیمه‌گرمسیری یا گرمسیری، جنگل‌های حرای نیمه‌گرمسیری یا گرمسیری و باتلاق‌های نیمه‌گرمسیری یا گرمسیری است. نابودی زیستگاه آن را تهدید می‌کند.